# 메르켄슈타인
메르켄슈타인(독일어: Merkenstein)은 루트비히 판 베토벤에 의해 쓰인 예술가곡이다. 이것은 요한 밥티스트 루프레트의 시 "메르켄슈타인"를 음악으로 설정하여 쓴 것으로, 두 개의 버전이 있다. 첫 번째 버전은 독창과 피아노를 위한 것(WoO 144)으로 1815년에 빈의 젤람: 1816년 윤년에 다양한 친구들을 위한 연감을 통해 출판되었고, 두 번째 버전은 이중창과 피아노를 위한 것(작품 번호 100)으로 1816년에 빈의 SA 슈타이너를 통해 출판되었다. 두 번째 설정의 것은 작품 번호와 헌사(요제프 카를 폰 디트리히슈타인 백작에게의)가 주어져 있지만, 첫 번째 설정의 것은 둘 다 주어져 있지 않다. 작곡 시점은 첫 번째 버전이 1814년 12월, 두 번째 버전이 1815년 초이다.

## 개요
1814년 12월에 베토벤은 요한 밥티스트 루프레트에게 이렇게 썼다: “존경하는 R님, 가장 큰 기쁨으로 당신의 시를 음악으로 설정하고, 더 나아가 곧 직접 당신에게 전해 드리겠습니다. 저의 설정이 하늘에 있을 것인지는 저는 알지 못합니다. 왜냐하면 저는 단지 이 땅에 속한 사람이기 때문입니다. 그러나 저는 저에 대한 당신의 과장된 선호를 가능한 한 정당화하기 위해 최선을 다할 것입니다.”
그 시는 12세기 남부 오스트리아의 폐허를 다룬 "메르켄슈타인"이었다. 루프레트의 시는, 달이 반짝이는 방을 들여다보는 한낮의 더위를 피할 수 있는 장소인 메르켄슈타인의 폐허에 대한 목가적 반추이다. 화자는 메르켄슈타인의 동굴과 절벽을 그리워하고, 그 나무 아래에서 꿈을 꾸고 싶어한다. 빛바랜 기억을 불러내듯 루프레트는 "Merkenstein! Merkenstein!"(메르켄슈타인! 메로켄슈타인!)과 함께 여섯 개의 절을 각각 연다. "Denk' ich dein, Merkenstein!"("나는 당신을 생각합니다, 메르켄슈타인!")으로 끝나는 첫 번째와 마지막 연을 제외하고는 각각 동일한 것("Merkenstein! Merkenstein!")으로 닫힌다. 그리고 폐허에 대한 향수어린 기억을 불러일으키며 다음과 같이 결론을 내린다. “당신의 폐허 속에서도 나타났습니다 영원히 젊을 자연이 나에게”

## 텍스트
Merkenstein! Merkenstein!

Wo ich wandle, denk' ich dein.

Wenn Aurora Felsen rötet,

Hell im Busch die Amsel flötet,

Weidend Herden sich zerstreun,

Denk' ich dein, Merkenstein!

Merkenstein! Merkenstein!

Dich erhellt mir Hesper's Schein,

Duftend rings von Florens Kränzen

Seh' ich die Gemächer glänzen,

Traulich blickt der Mond hinein.

Merkenstein! Merkenstein!

Merkenstein! Merkenstein!

Weckend soll der Morgen sein,

Laß uns dort von Ritterhöhen

Nach der Vorzeit Bildern spähen:

Sie, so groß und wir _ so klein!

Merkenstein! Merkenstein!

Merkenstein! Merkenstein!

Bei der schwülen Mittagspein

Sehn' ich mich nach deinen Gängen,

Deinen Grotten, Felsenhängen,

Deiner Kühlung mich zu freun.

Merkenstein! Merkenstein!

Merkenstein! Merkenstein!

Dir nur hüllt die Nacht mich ein.

Ewig möcht' ich wonnig träumen

Unter deinen Schwesterbäumen,

Deinen Frieden mir verleihn!

Merkenstein! Merkenstein!

Merkenstein! Merkenstein!

Höchster Anmut Lust-Verein.

Ewig jung ist in Ruinen

Mir Natur in dir erschienen;

Ihr, nur ihr mich stets zu weihn,

Denk' ich dein, Merkenstein!
메르켄슈타인! 메르켄슈타인!

어디를 가든지 당신을 생각합니다.

오로라가 바위를 붉게 물들일 때, 

검은 새가 수풀 속에서 밝게 휘파람을 불고, 

풀을 뜯는 양 떼가 흩어질 때, 

저는 당신을 생각합니다, 메르켄슈타인!

메르켄슈타인! 메르켄슈타인!

헤스퍼의 빛이 날 위해 당신을 비추고, 

플로렌의 화환 주변에는 향기가 가득합니다,

빛나는 방들을 보니,

달이 믿음직하게 들여다봅니다.

메르켄슈타인! 메르켄슈타인!

메르켄슈타인! 메르켄슈타인!

아침이 되면 깨어날 것이고,

기사의 높이로 그곳으로 가서

고대의 이미지를 살펴보겠습니다:

당신은 크고 우리는 _ 너무 작습니다!

메르켄슈타인! 메르켄슈타인!

메르켄슈타인! 메르켄슈타인!

무더운 한낮의 식사 속에서

저는 당신의 코스를 갈망합니다.

당신의 동굴, 바위 경사면,

당신의 시원함을 기대합니다.

메르켄슈타인! 메르켄슈타인!

메르켄슈타인! 메르켄슈타인!

오직 당신만을 위한 밤이 저를 덮습니다.

영원히 행복한 꿈을 꾸고 싶습니다

자매나무 아래에서,

저에게 당신의 평화를 주소서!

메르켄슈타인! 메르켄슈타인!

메르켄슈타인! 메르켄슈타인!

최고의 은혜 환희의 클럽.

“자연이 저에게 나타났습니다 

폐허 속에서도 영원히 젊을 것입니다.”;

당신, 오직 당신만이 저를 항상 봉헌해 주십니다.

저는 당신만을 생각합니다, 메르켄슈타인!